# Meteoridea hangzhouensis
Meteoridea hangzhouensis är en stekelart som beskrevs av He och Ma 2000. Meteoridea hangzhouensis ingår i släktet Meteoridea och familjen bracksteklar. Inga underarter finns listade i Catalogue of Life.